# سكوت راسموسن
سكوت راسموسن (بالإنجليزية: Scott Rasmussen)‏ هو شخصية أعمال أمريكي، ولد في 30 مارس 1956 في Eglin Air Force Base ‏ في الولايات المتحدة.

## وصلات خارجية
- سكوت راسموسن على موقع الموسوعة البريطانية (الإنجليزية)